# Staurogyne agrestis
Staurogyne agrestis är en akantusväxtart som beskrevs av Emery Clarence Leonard. Staurogyne agrestis ingår i släktet Staurogyne och familjen akantusväxter. Inga underarter finns listade i Catalogue of Life.